# Sonatine pour violon et piano de Tailleferre
Pour les articles homonymes, voir Sonatine pour violon et piano.
La Sonatine pour violon et piano est une œuvre de musique de chambre de Germaine Tailleferre composée en 1973.

## Présentation
Commande du Festival d'Aix, la Sonatine pour violon et piano est composée en 1973 et créée le 9 juillet 1973 par Devy Erlih (violon) et Léa Roussel (piano).
Pour Georges Hacquard, c'est « une véritable troisième sonate pour violon de Germaine [Tailleferre] ».
La partition, dédiée à Ginette de Chambure, est publiée par Billaudot en 1974.
Sonatine pour violon et piano est d'une durée moyenne d'exécution de huit minutes environ.

## Structure
La Sonatine est en trois mouvements :
- Moderato ;
- Andantino ;
- Allegro gaiement.